# Municipio de Yakoruda
El municipio de Yakoruda (búlgaro: Община Якоруда) es un municipio búlgaro perteneciente a la provincia de Blagóevgrad.
Se ubica en la esquina nororiental de la provincia, limitando con la provincia de Sofía al norte y la provincia de Pazardzhik al este.

## Demografía
En 2011 tenía 10 731 habitantes, de los cuales el 38,39% eran turcos, el 31,35% búlgaros y el 3,97% gitanos. Es un área de cultura mayoritariamente pomaca, por lo que tres cuartas partes de la población del municipio son musulmanes. La mitad de la población del municipio vive en la capital municipal Yakoruda.

## Localidades
Comprende las siguientes localidades:
- Avrámovo
- Bel Kamen
- Búntsevo
- Cherna Mesta
- Konarsko
- Smólevo
- Yakoruda (la capital)
- Yúrukovo